# El juego de los insectos
El juego de los insectos es una ópera en dos actos con música del compositor mexicano Federico Ibarra y  con libreto de Verónica Musalem.

## Música
La partitura trata de recrear la música de los años 30 intentando conjugar la música popular de esos años con la música culta.

## Datos históricos
La ópera de El juego de los insectos se basa en la obra homónima de teatro de los checos Karel Čapek y Josef Čapek escrita en 1921 . La obra se estrenó con la dirección escénica de Moisés Manzano, escenografía, iluminación y vestuario de Mónica Kubli y 22 intérpretes del Solistas Ensamble del INBA, encabezados por Rubén Cosme (tenor), Ricardo Galindo (barítono), Mónica Sandoval (mezzosoprano) y Lorena von Pastor (soprano), el estreno mundial se realizó el 7 de julio de 2009 en la Sala Manuel M. Ponce del Palacio de Bellas Artes y luego se presentó en el mismo escenario el día 15 de julio. Durante esta función se rindió un reconocimiento al maestro Rufino Montero, director de Solistas Ensamble del INBA por su trayectoria.

### Reparto del estreno
| Papel              | Tesitura      | Estreno Mundial (en forma concierto), 7 de julio de 2009 Sala Manuel M. Ponce del Palacio de Bellas Artes Pianista: Eric Fernández; Director de escena: Moisés Manzano; Director artístico: Rufino Montero) |
| ------------------ | ------------- | --- |
| El vagabundo       | actor         | Héctor Jiménez |
| Mariposa Félix     | tenor         | Rubén Cosme |
| Mariposa Otto      | barítono      | Ricardo Galindo |
| Mariposa Clytia    | Mezzosoprano  | Mónica Sandoval |
| Mariposa Iris      | soprano       | Lorena von Pastor |
| Crisálida          | soprano       | Graciela Díaz Alatriste |
| Señor Escarabajo   | barítono      | Iván Juárez |
| Señora Escarabajo  | mezzosoprano  | Gabriela Thierry |
| Parásito           | tenor         | Gerardo Reynoso |
| Mosca              | bajo barítono | Luis Rodarte |
| Larva              | tenor         | Mauricio Esquivel |
| Señora Grillo      | soprano       | Martha Molinar |
| Señor Grillo       | tenor         | Gustavo Cuautli |
| Hormiga ciega      | bajo          | Sergio Meneses |
| Hormiga Ingeniero  | tenor         | Mario Hoyos |
| Hormiga Ingeniera  | mezzosoprano  | Lydia Rendón |
| Hormiga científico | barítono      | Enrique Ángeles |
| Hormiga Mensajero  | soprano       | Angelina Rojas |
| Mariposa I         | soprano       | Ángeles Arévalo |
| Mariposa II        | mezzosoprano  | Linda Saldaña |
| Mariposa III       | mezzosoprano  | Tamara Kontseva |

### Recepción
El estreno mundial se realizó el 7 de julio de 2009 en la sala Manuel M. Ponce del Palacio de Bellas Artes en forma concierto, luego se presentó en el mismo escenario el día 15 de julio. Asimismo el viernes 10 y 17 de julio se presentó en la Universidad La Salle, campus Tlalpan, y en el Teatro Reforma del IMSS, respectivamente. Su siguiente presentación fue en la Universidad Pedagógica Nacional Unidad Ajusco el 30 de octubre de 2009.

## Literatura complementaria
- http://www.jornada.unam.mx/2009/07/07/index.php?section=cultura&article=a05n1cul
- http://www.proopera.org.mx/pasadas/enefeb/otras%20voces/otrasvoces_enefeb.pdf Archivado el 4 de marzo de 2016 en Wayback Machine.

## Grabaciones
- Datos: Q5825450